# Osowa Góra (Osówiec)
Osowa Góra – część wsi Osówiec w Polsce, położona w województwie kujawsko-pomorskim, w powiecie bydgoskim, w gminie Sicienko w sołectwie Osówiec.
W latach 1975–1998 Osowa Góra administracyjnie należała do województwa bydgoskiego.